# Kirche Zu den Zwölf Aposteln (Hamburg-Lurup)

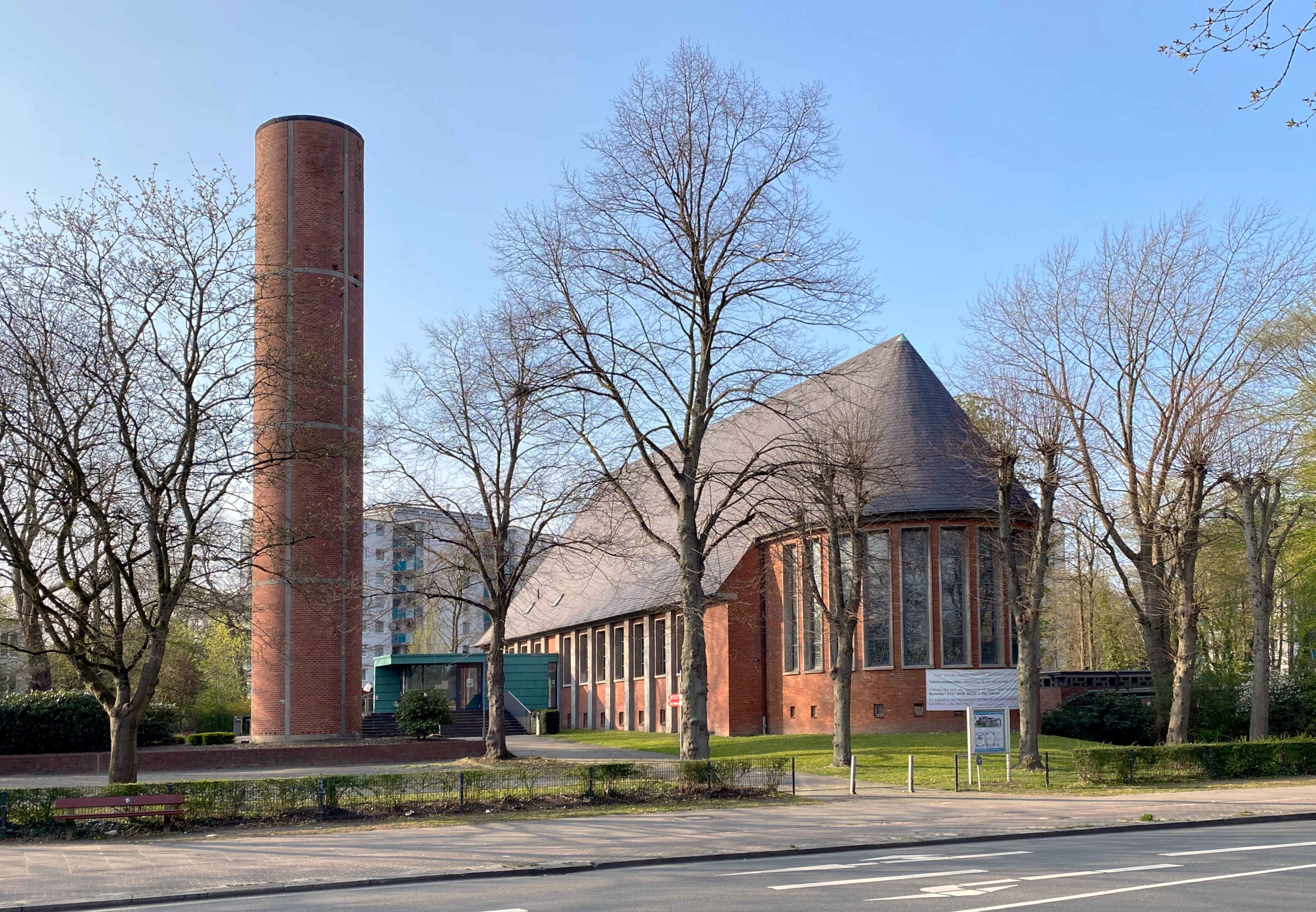
Ansicht von der Elbgaustraße, Turm ohne Glockenstube und Turmkreuz (2020)

Die evangelisch-lutherische Kirche Zu den Zwölf Aposteln im Hamburger Stadtteil Lurup direkt an der Elbgaustraße überträgt auf eigenständige Art Bauformen der 1920er Jahre in die 1950er Jahre.

## Bau der Kirche
Am 13. Juli 1954 beschloss der Kirchenvorstand der Gemeinde Eidelstedt, eine Pfarrstelle im anwachsenden Siedlungsgebiet südwestlich der Bahnanlagen (heute liegt dort das Bahnbetriebswerk Hamburg-Eidelstedt) einzurichten. Dieses ursprünglich als Schrebergartengelände genutztes Gebiet wandelte sich nach dem Zweiten Weltkrieg mehr und mehr zu einem Wohngebiet. Am 1. April 1958 erfolgte auf Initiative des Eidelstedter Pfarramtes die Gründung der neuen Zu-den-zwölf-Aposteln-Gemeinde in Hamburg-Lurup. Am 29. Juni 1957 wurde der Grundstein gelegt, am 24. August 1958 weihte Bischof Halfmann die Kirche.
Die von Friedrich Kraft entworfene Kirche hat 250 Sitzplätze und wurde von Beginn an als Teil einer Baugruppe errichtet. Pastorat, Gemeindesaal und Kirche sind durch einen großzügigen überdachten Gang miteinander verbunden. Die Kirche selber ist ein zweigeschossiges Bauwerk mit rechteckigem Grundriss, das als Stahlbetonkonstruktion errichtet und mit Backstein verblendet wurde. Nach außen bildet der eingezogene Chor mit seiner markanten Fenstergruppe der direkt auf die nahe gelegene Elbgaustraße ausgerichtet ist, das prägende Element. Das hohe, über dem Chor halbrund ausgeführte Walmdach war zunächst noch von einem Dachreiter für eine einzelne Glocke bekrönt. Im Untergeschoss befindet sich ein großer Gemeindesaal.
Wegen der umfangreichen Siedlungsprojekte in Lurup verfolgte die Stadt Hamburg den Kirchenbau mit besonderem Interesse. Bereits bei Erteilung der Baugenehmigung forderte sie daher von der Gemeinde den Bau des bis heute prägenden Turms. Er wurde erst 1962/1963 zusammen mit einem zweiten Pastorat und einem Konfirmandenraum unter der Leitung von Bernhard Hermkes in einem auf das Kirchenschiff abgestimmten Stil errichtet. Mit dem Bau des Turms entfernte man den Dachreiter und verlegte alle Glocken in den neuen Turm.
Kleinere Änderungen erfolgten 1970 mit dem Umbau des Kirchenportals und der Versetzung des Taufsteines in den Chorraum sowie 2006 mit dem Bau eines behindertengerechten Eingangs.

## Innenausstattung
Die farbigen Fenster im Altarraum der Kirche bestimmen den Charakter des Gebäudes und waren mit entscheidend für die Namenswahl. Sie zeigen den erhöhten Gottessohn, umgeben von den zwölf Aposteln im Himmlischen Jerusalem. Alle Fenstermotive sind Werke Siegfried Assmanns aus dem Jahr 1958, die 1998 saniert und mit einer zusätzlichen Schutzverglasung versehen wurden. Jedes der Bleiglasfenster zeigt eine gelängte Figur mit individuellen Gesichtszügen. Alle Apostel tragen ein Buch, zeigen jedoch keine weiteren der traditionellen Attribute, so dass der Betrachter selbst entscheiden kann, welche Figur er einem bestimmten Apostel zuordnen will.
Der helle Chorraum wird durch die dunkle mit abstrakten Mustern bemalte Holzdecke des Hauptraumes zusätzlich betont. Die Empore an der Westwand ist erst seit den 1960er Jahren durch eine Treppe vom Hauptraum aus zugänglich.
Die weitere Ausstattung tritt hinter den dominierenden Fenstern in den Hintergrund. Das kleine Kruzifix und das Taufgerät für den Altar sind aus Bronze und stammen von Rolf Scheibner, das ursprüngliche Abendmahlsgerät, Altar- und Osterleuchter fertigte Gerhard Glüder. An der Rückwand des Kirchraumes erinnert das fest mit dem Mauerwerk verbundene Mysterienkreuz heute noch an den Standort der ehemaligen Taufkapelle.
Im Verbindungsgang zum Gemeindesaal, dem ehemaligen Haupteingang, hängt das große Mosaik Die Freude des Kreuzes von Lothar Schreyer. Es ist eines der letzten größeren Sakralkunstwerke des Künstlers. Auch der Entwurf für die ungewöhnliche Deckenbemalung in der Kirche geht auf ihn zurück.

## Glocken und Turm
Für den nachträglich errichteten Turm wurden vier Bronzeglocken der Glockengießerei Rincker beschafft, deren Namen ebenfalls auf die Apostelgeschichte verweisen und die sich seit dem 28. März 1965 in der Kirche befanden.
| Nr. | Name           | Durchmesser (mm) | Masse (kg) | Schlagton | Inschrift | Verwendung        |
| --- | -------------- | ---------------- | ---------- | --------- | --- | ----------------- |
| 1   | Christusglocke |                  |            |           | König der Zeiten, Gesetz der Jahrhunderte, Licht der Blinden, Führer der Völker – Christus                           | Bestattungsglocke |
| 2   | Petrusglocke   |                  |            |           | Du bist Petrus, und auf diesen Felsen will ich bauen meine Gemeinde. (Mt 16, 18,Lut )                                | Gebetsglocke      |
| 3   | Paulusglocke   |                  |            |           | Ich habe gepflanzt, Apollos hat begossen, aber Gott hat das Gedeihen gegeben. (1 Kor 3, 6,Lut )                      | Trauungsglocke    |
| 4   | Johannesglocke |                  |            |           | Dies ist der Jünger, der von diesen Dingen zeugt, und wir wissen, daß sein Zeugnis wahrhaftig ist. (Joh 21, 24,Lut ) | Taufglocke        |

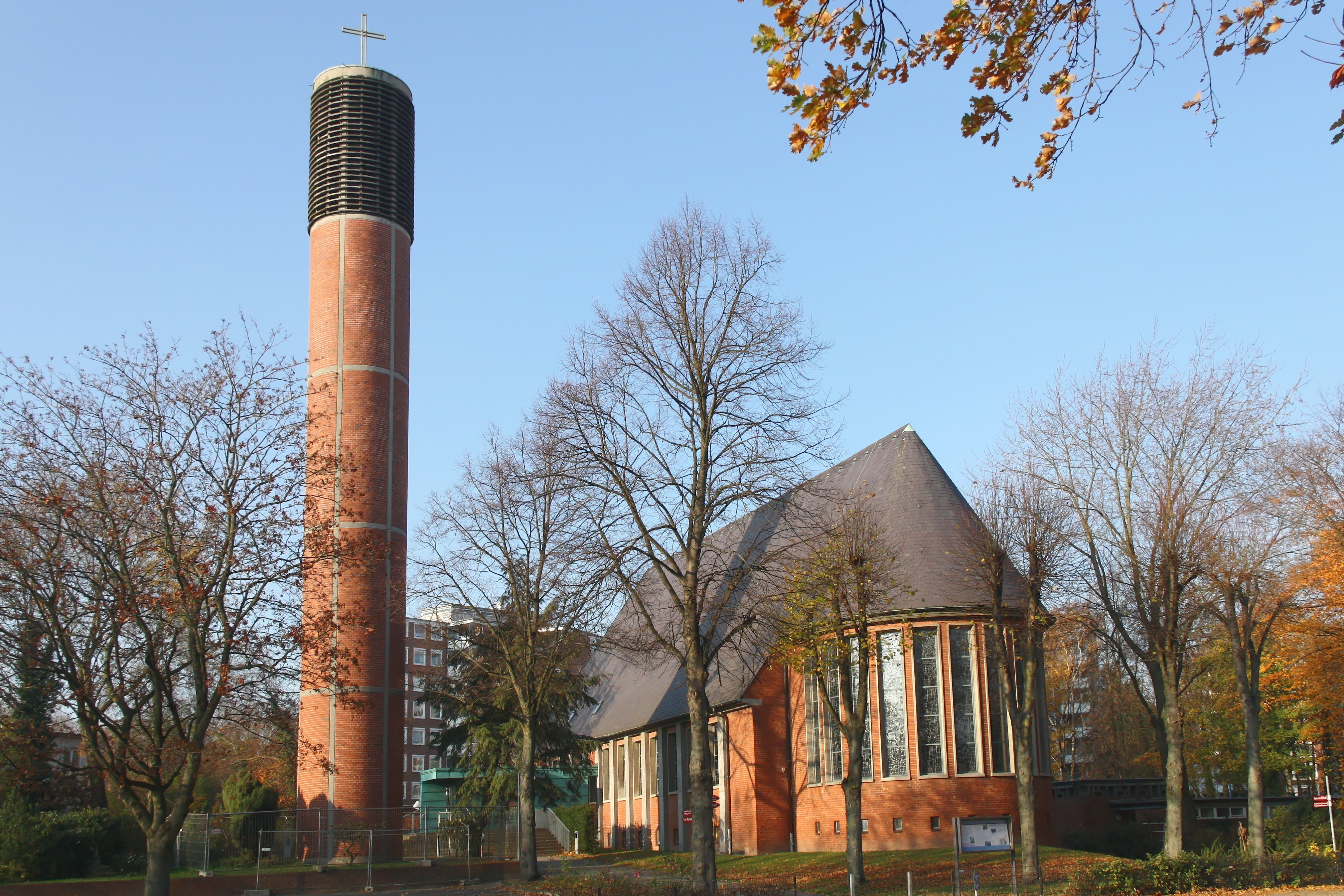
Ansicht von der Elbgaustraße, 2011 noch mit vollständigem Turm

Bei einer umfangreichen Bauuntersuchung in den Jahren 2012/2013 wurde festgestellt, dass der Beton des Glockenturms sanierungsbedürftig ist. Da die Standsicherheit des Turms nicht gewährleistet war, mussten die gesamte Glockenstube im Jahre 2013 vom Turm entfernt und die Glocken zusammen mit dem Turmkreuz eingelagert werden. Später wurde klar, dass der Turm wegen Salz im Beton abgebrochen werden muss. Ein neuer Turm sollte im Zusammenhang mit dem Neubau einer Kindertagesstätte auf dem Kirchengelände entstehen. Der Entwurf stammt von dem in einem Wettbewerb mit dem 1. Preis ausgezeichneten Hamburger Büro „akyol kamps“. Danach wird der neue Turm nicht mehr rund sein, sondern aus zwei versetzten Stahlbetonscheiben mit umlaufenden Ziegelriemchen bestehen, die im oberen Bereich durch den Glockenträger verbunden sind. Als Bauzeit waren die Jahre 2020–2021 vorgesehen.

## Orgel

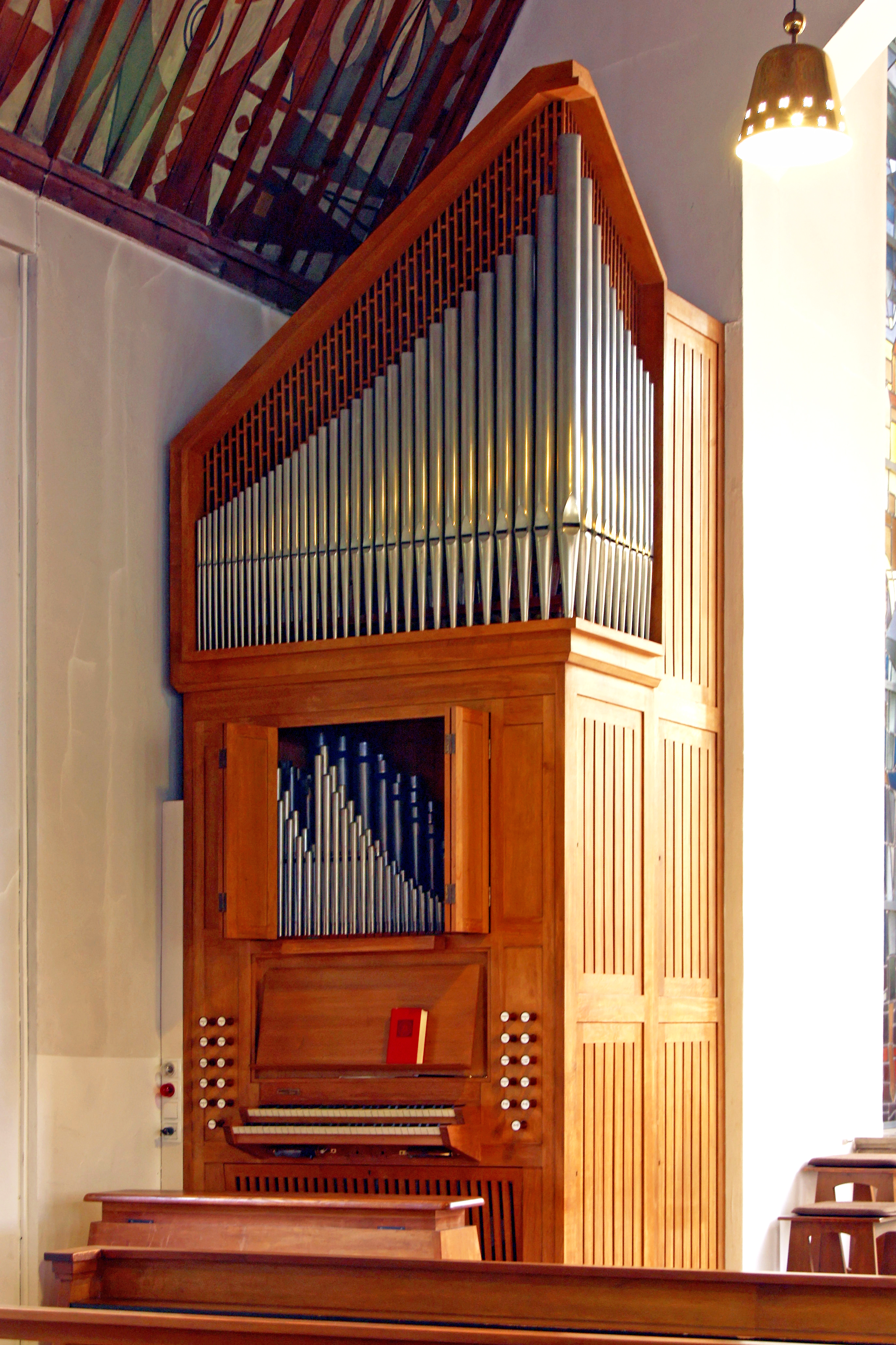
Orgel

Die Orgel der Kirche wurde 1963 von der Firma Marcussen gebaut. Da keine der in Frage kommenden Orgelbaufirmen eine Orgel auf die Empore gegenüber dem Altar bauen wollte oder konnte, steht sie heute links neben dem Chorraum. Ihre Disposition lautet:
| I Hauptwerk C–g3 |                 |    |
| 1.               | Rohrflöte       | 8′ |
| 2.               | Prinzipal       | 4′ |
| 3.               | Quintadena      | 4′ |
| 4.               | Gemshorn        | 2′ |
| 5.               | Sesquialtera II |    |
| 6.               | Mixtur IV       |    |

| II Brustwerk (schwellbar) C–g3 |            |       |
| 7.                             | Gedackt    | 8′    |
| 8.                             | Blockflöte | 4′    |
| 9.                             | Prinzipal  | 2′    |
| 10.                            | Nasard     | 1 ⁄3′ |
| 11.                            | Scharff II |       |
| 12.                            | Krummhorn  | 8′    |
|                                | Tremulant  |       |

| Pedal C–f1 |             |     |
| 13.        | Subbaß      | 16′ |
| 14.        | Gedackt     | 08′ |
| 15.        | Koppelflöte | 04′ |
| 16.        | Waldflöte   | 02′ |
| 17.        | Fagott      | 16′ |
| 18.        | Regal       | 04′ |

- 3 Normalkoppeln: II/I, I/P, II/P

## Entwicklung der Gemeinde
In der Mitte des Jahres 1959 wurde die Anzahl der Gemeindemitglieder mit 6836 angegeben, Ende der 1970er Jahre hatte die Gemeinde über 12.000 Gemeindeglieder; seit den 2000er Jahren liegt ihre Zahl knapp unter 4000. Entsprechend schwankte die Zahl der Pfarrstellen von zunächst einer bis zu dreien und wieder zurück zu einer. Seit 2007 gehört die Kirche zum Kirchengemeindeverband Lurup – Osdorfer Born.
Ein Kindertagesheim gibt es seit 1966, eine Altentagesstätte seit 1978, seit 1972 betreibt die Gemeinde verschiedene soziale Dienste in Lurup und Osdorf.

## Fotografien und Karte
Koordinaten: 53° 35′ 58,7″ N, 9° 53′ 13″ O

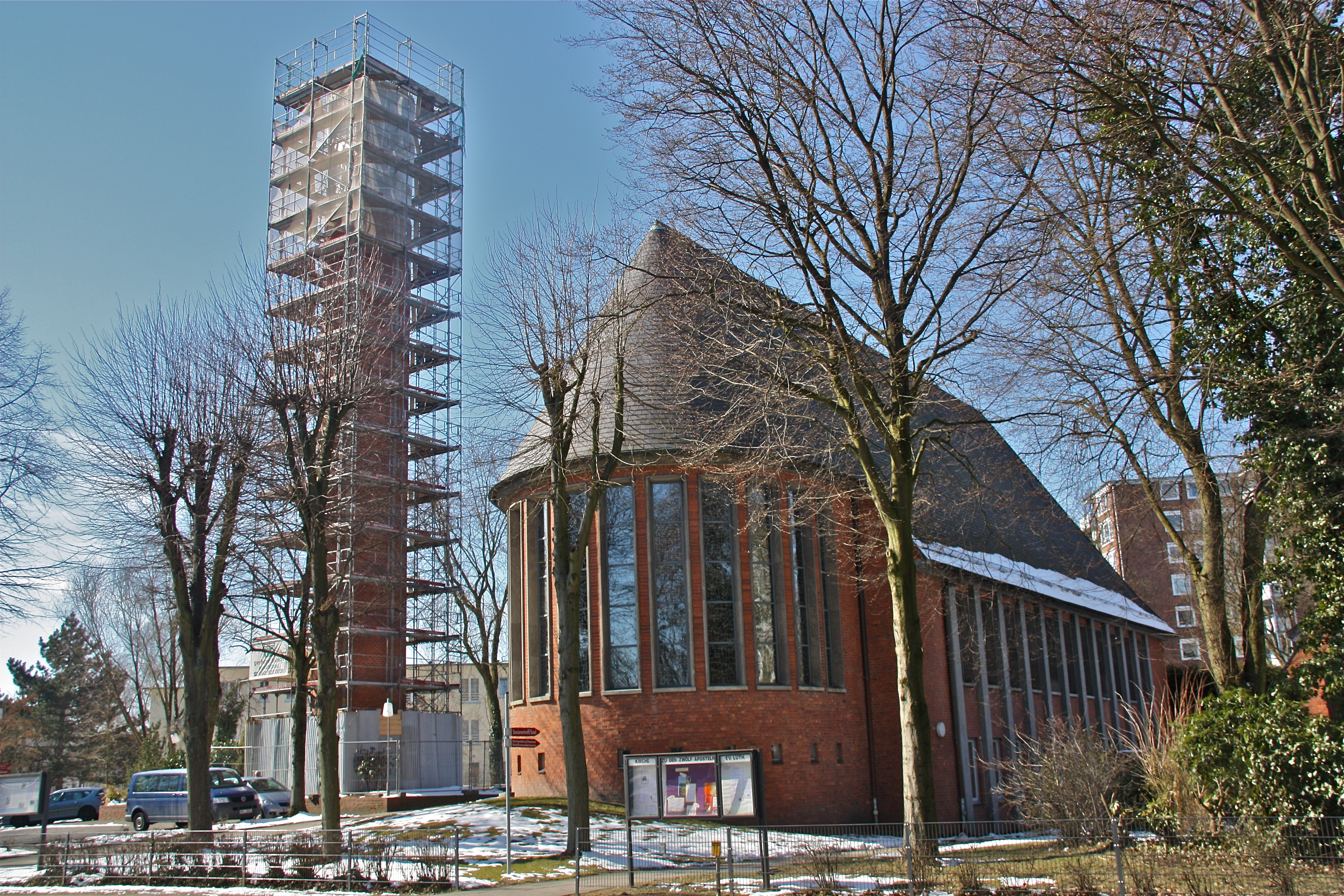
Turmsanierung 2013
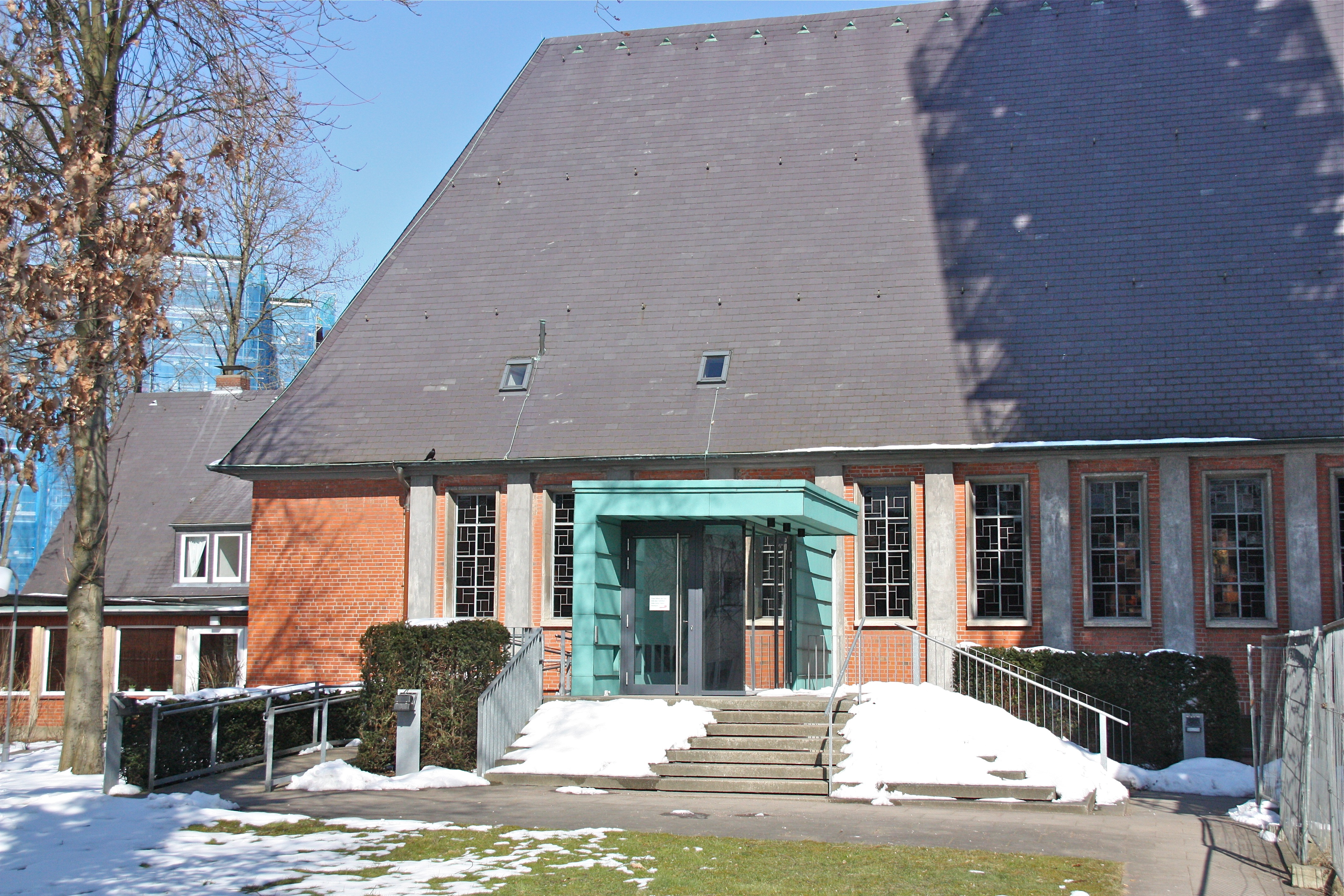
Neuer Eingangsbau und Kirchenschiff